# Aeromachus kali
Aeromachus kali là một loài bướm ngày thuộc họ Bướm nâu được tìm thấy ở châu Á.